# Galge.com
Galge.com（ギャルゲ・ドット・コム）とは、株式会社ベクターが運営していたアダルトゲーム情報サイトである。2003年7月22日オープン。
開設当初はアダルトゲームの情報を中心に運営していたが、その後はアニメ作品の情報やインターネットラジオの配信など多角化を進めた。また、アダルトゲームの体験版・デモムービーや人気イラストレーターの描き下ろし壁紙などをダウンロードをするためには会員登録が必要であったが、2007年6月7日からは会員登録無しでもダウンロードできるようになった。
最盛期は月刊600万ページビューを記録するなどサイトの運営は順調であったが、2010年4月30日をもってサイトを休止することが発表された。アダルトゲームのダウンロード販売に関しては2009年12月にベクターより分離したデジガールストアへ引き継がれ、2010年5月31日をもってサイトは閉鎖された。

## インターネットラジオ番組
- 金田まひる・倉田まりやのGalge.comラジオ（パーソナリティー：金田まひる・倉田まりや）
- シリーズぴこWEBラジオ CoCoの「あおぞら通信」 （パーソナリティー：CoCo）
- ヴォイス オブ トレビアンLove
  - 和矢・久美のタラレバニラNEO（パーソナリティー：一条和矢・夏目久美）
  - 体育倉庫'5!（パーソナリティー：酒井玲・カルア・深月れいの・畑谷明日香・木下鈴奈）
  - 花園BL倶楽部（パーソナリティ：一条和矢・佐藤勝巨）
- 「ちあ+からのチ・カ・ラ」&「ラジオTempa」[2]（パーソナリティー：宮沢ゆあな・薬師るり・朝樹りさ・上田朱音）
- ☆（ビク）ラジ〜南国でイって何が悪い。〜（パーソナリティー：東かりん・青葉りんご）
- 教えて!ご主人様ぁ〜
- 菜々美&いりたんの飲んべぇでいいよ in Galge.com（パーソナリティー：夏川菜々美・入井聡[3]）
- 麻耶と由香里のミッドナイトスタジオ（パーソナリティー：春乃うらら・紫陽花）
- アオイシロWebラジオ・青城女学院放送室（パーソナリティー：大久保藍子・山口立花子）
- も～っと！萌え萌え2次ラジオ☆デラックス（パーソナリティー：成瀬未亜・朝樹りさ・上田朱音）
- ゼルクレラジオ（パーソナリティー：青葉りんご・古河徹人・雪乃府宏明）
- S・Fラジオステーション/いんたーみっしょん （パーソナリティー：上田朱音・藤森ゆき奈）
- みる&やも 虹ノ瀬放送局（パーソナリティー：みる・やも[4]）